# Thun-Saint-Amand
Thun-Saint-Amand – miejscowość i gmina we Francji, w regionie Hauts-de-France, w departamencie Nord.
Według danych na rok 1990 gminę zamieszkiwało 1066 osób, a gęstość zaludnienia wynosiła 287 osób/km² (wśród 1549 gmin regionu Nord-Pas-de-Calais Thun-Saint-Amand plasuje się na 539. miejscu pod względem liczby ludności, natomiast pod względem powierzchni na miejscu 788.).